# Косых, Павел Георгиевич
Павел Георгиевич Косых (род. 20 марта 1929, Бодайбо, Иркутская область) — инженер-строитель, эколог, профессор.

## Биография
Начал трудовую деятельность в 14 лет в военные годы. Став профессиональным строителем, он отдал этой сфере более пятидесяти лет трудовой жизни. Прошел путь от чернорабочего до высококвалифицированного специалиста в области возведения особо сложных и уникальных объектов оборонного и гражданского строительства в условиях пустыни, Сибири и Крайнего Севера.
Принимал участие и руководил строительством таких уникальных объектов, составивших славу и гордость Советского Союза, как ракетно-космические комплексы «Байконур», «Плесецк» и «Свободный», Институт ядерной физики в Новосибирске, Иркутская ГЭС, авиационный комплекс в Ульяновске, стенд-старт для космической системы «Буран», алмазная фабрика в Якутии и многих других. По линии Министерства обороны СССР руководил монтажными работами по созданию стартовых площадок Ракетных войск стратегического назначения (РВСН) в экстремальных климатических условиях в Забайкалье.
В 1979 году окончил Высшую школу экономики при Госплане СССР по специальности «Управление народного хозяйства».

## Преподавательская деятельность
В 1996 году перешёл на научно-педагогическую работу. С 2001 года — профессор кафедры управления природопользованием и экологической безопасностью в Государственном университете управления. Основываясь на многолетнем опыте ведения капитального строительства, разработал учебную программу, где радикально изменил подход к переподготовке руководящих кадров. Смысл таких изменений — обязательное и глубокое экологическое образование всех руководителей любого уровня, и в первую очередь управленцев высшего звена страны.
Ведет курс лекций по темам:
- прикладная экология;
- роль управленческих решений и вопросы экологии в капитальном строительстве;
- вопросы экологии и техногенной опасности при строительстве.

## Признание заслуг
За многолетний и результативный труд присвоено звание «Заслуженный строитель Российской Федерации». Дважды награждён орденом Трудового Красного Знамени.
П. Г. Косых награждён многими знаками отличия СССР и РФ, в том числе:
- медалью им. К. Э. Циолковского;
- медалью им. Ю. А. Гагарина;
- медалью им. академика С. П. Королева;
- медалью им. академика М. В. Келдыша;
- медалью им. В. Н. Челомея;
- медалью им. В. П. Бармина;
- медалью «30 лет освоения космоса»;
- медалью «Москва космическая»;
- медалями 25 и 50 лет Ракетно-космической корпорации «Энергия» им. С. П. Королева;
- Золотым Почетным Знаком и дипломом «Вместе» Международной академии наук за выдающийся вклад в решение теоретических и прикладных проблем экологии, культуры и образования, за содействие в развитии идей культуры мира (1999);
- почетным знаком № 31 международного фонда попечителей, имеющего высший консультативный статус экономического и социального совета ООН за особые заслуги перед мировым сообществом (2002).

## Основные работы
- Некоторые вопросы экологии и техногенной опасности при строительстве. — М.: Изд-во МНЭПУ, 1998.
- Этика природопользования и институциональная экономика. — М.: Изд. дом ГУУ, 2007.
- Любовь и долг. — М.: Изд. дом ГУУ, 2009.